# Садковицька сільська рада
Садковицька сільська рада — орган місцевого самоврядування у Самбірському районі Львівської області. Адміністративний центр — село Садковичі.

## Загальні відомості
Садковицька сільська рада утворена в лютому 1940 року. 7 серпня 2015 року увійшла до складу Воле-Баранецької сільської громади.
Територією ради протікає річка Болозівка.

## Населені пункти
Сільській раді підпорядковані населені пункти:
- с. Садковичі
- с. Вербівка
- с. Владипіль
- с. Колонія
- с. Мала Вербівка

## Склад ради
Рада складається з 16 депутатів та голови.

### Керівний склад попередніх скликань
| ПІБ                  | Основні відомості                                                                                        | Дата обрання | Дата звільнення |
| -------------------- | --- | ------------ | --------------- |
| Гуч Роман Євстахович | Сільський голова, 1966 року народження, освіта середня спеціальна                                        | 26.03.2006   | 31.10.2010      |
| Гуч Роман Євстахович | Сільський голова, 1966 року народження, освіта середня спеціальна, член політичної партії «Наша Україна» | 31.10.2010   |                 |

Примітка: таблиця складена за даними джерела